# Leucania
Leucania is een geslacht van nachtvlinders uit de familie Noctuidae.

## Soorten
- L. abdominalis (Walker, 1856)
- L. abiadensis Strand, 1915
- L. acrapex (Hampson, 1905)
- L. acurata Philpott, 1917
- L. acutangula (Gaede, 1916)
- L. adjuta Grote, 1874
- L. aedesiusi (Rougeot & Laporte, 1983)
- L. aenictopa (Fletcher D. S., 1961)
- L. affinis Warnecke, 1929
- L. agnata Draudt, 1950
- L. albifasciata Hampson, 1905
- L. albimacula (Gaede, 1916)
- L. albistigma Moore, 1881
- L. albistriga Maassen, 1890
- L. albivenata Swinhoe, 1890
- L. alboradiata Hampson, 1905
- L. alopa Meyrick, 1887
- L. amens Guenée, 1852
- L. angustipennis Saalmüller, 1891
- L. ankaratra Rungs, 1955
- L. anteroclara Smith, 1902
- L. apparata Wallengren, 1875
- L. arcupunctata Maassen, 1890
- L. argyrina (Laporte, 1984)
- L. arizanensis Wileman, 1915
- L. atrifera (Hampson, 1905)
- L. atrimacula Hampson, 1902
- L. atrinota (HampsonL, 1905)
- L. atrisignata Hampson, 1918
- L. atritorna Hampson, 1911
- L. badia Maassen, 1890
- L. basilinea Swinhoe, 1890
- L. baziyae Möschler, 1883
- L. bifasciata Moore, 1888
- L. biforis Draudt, 1924
- L. bilinea Maassen, 1890
- L. bilineata (Hampson, 1905)
- L. binigrata Warren, 1912
- L. bisetulata (Berio, 1940)
- L. borbonensis (Guillermet, 1996)
- L. brantsii Snellen, 1872
- L. byssina Swinhoe, 1886
- L. caelebs Grünberg, 1910
- L. calidior Forbes, 1936
- L. camuna Turati, 1915
- L. canariensis Rebel, 1894
- L. carminata (Hampson, 1918)
- L. carnea Draudt, 1924
- L. carneotincta (Kenrick, 1917)
- L. celebensis Tams, 1935
- L. cinereicoli Walker, 1858
- L. cinereicollis Walker, 1858
- L. circulus Saalmüller, 1880
- L. cirphidoides Poole, 1989
- L. citrinotata (Hampson, 1905)
- L. clara Draudt, 1924
- L. clarescens Möschler, 1890
- L. clavifera (Hampson, 1907)
- L. colorata Dognin, 1914
- L. comma Linnaeus, 1761 - komma-uil
- L. commoides Guenée, 1852
- L. compta Moore, 1881
- L. confluens (Bethune-Baker, 1909)
- L. confundens Walker, 1858
- L. continentalis Berio, 1962
- L. cooperi (Schaus, 1923)
- L. coreana Matsumura, 1926
- L. corrugata Hampson, 1894
- L. cruegeri Butler, 1886
- L. cuneilinea Draudt, 1950
- L. cupreata (Hampson, 1905)
- L. curvilinea Hampson, 1891
- L. cyprium (Laporte, 1984)
- L. chejela Schaus, 1921
- L. chilensis Butler, 1882
- L. cholica Dyar, 1919
- L. dasycnema Turner, 1912
- L. decaryi Boursin & Rungs, 1952
- L. denticula Hampson, 1893
- L. designata Walker, 1856
- L. dharma Moore, 1881
- L. diagramma Bethune-Baker, 1905
- L. diatrecta Butler, 1886
- L. diopis (Hampson, 1905)
- L. disciliena Draudt, 1950
- L. dorsalis Walker, 1856
- L. duplex Rungs, 1955
- L. ebriosa Guenée, 1852
- L. elisa Berio, 1962
- L. epieixelus Rothschild, 1920
- L. erecta Hreblay, 1999
- L. exclamans Berio, 1973
- L. extincta Guenée, 1852
- L. eyre Schaus, 1938
- L. ezrami (Schaus, 1938)
- L. ezrani Schaus, 1938
- L. fagani Schaus, 1938
- L. falklandica Butler, 1893
- L. fallaciosa Rungs, 1955
- L. farcata Grote, 1881
- L. farcta (Grote, 1881)
- L. fasilidasi (Laporte, 1984)
- L. februalis Hill, 1924
- L. ficta Walker, 1866
- L. fissifascia (Hampson, 1907)
- L. fiyu Hreblay & Yoshimatsu, 1998
- L. flavalba Berio, 1970
- L. foranea Draudt, 1950
- L. fortunata Pinker, 1961
- L. fragilis Butler, 1883
- L. funerea Philpott, 1927
- L. goniosigma Hampson, 1905
- L. graditornalis Berio, 1970
- L. grammadora Dyar
- L. guascana Schaus, 1938
- L. hamata Wallengren, 1856
- L. hampsoni Schaus, 1940
- L. hartii Howes, 1914
- L. haywardi Köhler, 1947
- L. heimi Rungs, 1955
- L. herrichi Herrich-Schäffer, 1849
- L. herrichii Herrich-Schäffer, [1849]
- L. hildrani Schaus, 1938
- L. homoeoptera (Hampson, 1918)
- L. humidicola Guenée, 1852
- L. hypocapna (de Joannis, 1932)
- L. hypophaea Hampson, 1905
- L. ignita Hampson, 1905
- L. imbellis Staudinger, 1888
- L. imperfecta Smith, 1894
- L. impuncta Guenée, 1852
- L. inangulata (Gaede, 1935)
- L. incognita Barnes & McDunnough, 1918
- L. incompleta (Berio, 1970)
- L. inconspicua Herrich-Schäffer, 1868
- L. indica Roepke, 1938
- L. ineana Snellen, 1880
- L. ineata Snellen, 1880
- L. inermis Forbes, 1936
- L. infatuans Franclemont, 1972
- L. infrargyrea Saalmüller, 1891
- L. innotata Howes, 1908
- L. inouei Sugi, 1965
- L. insecuta Walker, 1865
- L. insueta Guenée, 1852
- L. insularis Butler, 1880
- L. insulicola Guenée, 1852
- L. interciliata Hampson, 1902
- L. internata Möschler, 1883
- L. irregularis Walker, 1857
- L. irrorata Moore, 1888
- L. jaliscana Schaus, 1898
- L. joannisi Boursin & Rungs, 1952
- L. kathmandica Hreblay, Legrain & Yoshimatsu, 1996
- L. kirschi Maassen, 1890
- L. kuyaniana Matsumura, 1929
- L. lacteicolor Rothschild, 1914
- L. lacteola Christoph, 1893
- L. lacticinia Dognin, 1914
- L. laevusta Berio, 1955
- L. laniata Hampson, 1898
- L. lapidaria (Grote, 1876)
- L. lasiomera Hampson, 1905
- L. latericia Holloway, 1979
- L. latiuscula Herrich-Schäffer, 1868
- L. leucogramma (Hampson, 1905)
- L. leucophlebia Hampson, 1918
- L. leucosphaenoides Berio, 1962
- L. leucosphenia Bethune-Baker, 1905
- L. leucospila Hampson, 1918
- L. leucosta Lower, 1901
- L. leucostigma Snellen, 1877
- L. lewinii Butler, 1886
- L. lilloana Köhler, 1947
- L. linda Franclemont, 1952
- L. lindigi Felder, 1874
- L. linearis Lucas, 1892
- L. lineolatoides Poole, 1989
- L. linita Guenée, 1852
- L. longipennis (Hampson, 1905)
- L. longivittata Berio, 1940
- L. loreyi

Kosmopoliet (Duponchel , 1827) (Kosmopoliet)
- L. loreyimima Rungs, 1953

- L. lucentia Maassen, 1890
- L. macellaria Draudt, 1924
- L. macoya Schaus, 1921
- L. madensis Berio, 1955
- L. mediolacteata (Berio, 1941)
- L. megaproctis Hampson, 1905
- L. melanostrota (Hampson, 1905)
- L. melanostrotoides (Strand, 1915)
- L. melianoides Möschler, 1883
- L. metalampra Hampson, 1918
- L. metaphaea Hampson, 1905
- L. metargyria Rothschild, 1915
- L. metasarca (Hampson, 1907)
- L. miasticta (Hampson, 1918)
- L. microgonia Hampson, 1905
- L. micropis (Hampson, 1905)
- L. microsticha Hampson, 1905
- L. minorata Smith, 1894
- L. misteca Schaus, 1898
- L. mocoides Dognin, 1897
- L. modesta Moore, 1881
- L. moorei Swinhoe
- L. multilinea Walker, 1856
- L. multipunctata Druce, 1889
- L. munroi Calora, 1966
- L. murcida (Wallengren, 1875)
- L. musakensis Laporte, 1977
- L. nabalua Holloway, 1976
- L. nainica Moore, 1881
- L. nebulosa Hampson, 1902
- L. negrottoi (Berio, 1940)
- L. nigrispara Hampson, 1902
- L. nigrisparsa Hampson, 1902
- L. nigristriga Hreblay, Legrain & Yoshimatsu, 1998
- L. niveilinea Schaus, 1894
- L. noacki Boursin, 1967
- L. oaxacana Schaus, 1898
- L. obscura Moore, 1882
- L. obsoleta

Gestreepte rietuil Hübner, 1803
- L. obusta Guenée, 1852
- L. opalisans Draudt, 1924
- L. ossicolor Warren, 1912
- L. pachyscia Meyrick, 1907
- L. palaestinae Staudinger, 1897
- L. panarista Fletcher, 1963
- L. paraxysta Meyrick, 1929
- L. pastea Hampson, 1905
- L. patrizii (Berio, 1935)
- L. pectinata (Hampson, 1905)
- L. percussa Butler, 1880
- L. persecta (Hampson, 1905)
- L. perstriata (Hampson, 1909)
- L. perstrigata Dyar, 1910
- L. petra Hreblay & Yoshimatsu, 1999
- L. petulans Draudt, 1928
- L. phaea Hampson, 1902
- L. phaeochroa (Hampson, 1905)
- L. phaeoneura Hampson, 1913
- L. phragmitidicola Guenée, 1852
- L. pilipalpis (Grote, 1876)
- L. pinna Saalmüller, 1891
- L. polemusa Swinhoe, 1885
- L. polyrabda (Hampson, 1905)
- L. polysticha Turner, 1902
- L. polystrota Hampson, 1905
- L. porphyrodes (Turner, 1911)
- L. praetexta Townsend, 1955
- L. prominens (Walker, 1856)
- L. pseudargyria Guenée, 1852
- L. pseudoformosana Robinson, 1975
- L. pseudoloreyi (Rungs, 1953)
- L. pseudoyu (Rothschild, 1915)
- L. ptyonophora (Hampson, 1905)
- L. punctosa (Treitschke, 1825)
- L. punctulata Wallengren, 1856
- L. putrescens (Hübner, 1824)
- L. putrida Staudinger, 1889
- L. pyrastis Hampson, 1905
- L. pyrausta Hampson, 1913
- L. quadricuspidata Wallengren, 1856
- L. remota Staudinger, 1899
- L. respersa Berio, 1974
- L. reticulata Berio, 1962
- L. rhabdophora Hampson, 1902
- L. rhodopsara Turner, 1911
- L. rhodoptera (Hampson, 1905)
- L. rivorum Guenée, 1852
- L. rosea Möschler, 1880
- L. roseilinea Walker, 1862
- L. roseilineoides Poole, 1989
- L. roseivena Draudt, 1924
- L. rosengreeni Rebel, 1907
- L. roseorufa Joannis, 1928
- L. rosescens (Hampson, 1910)
- L. rubra (Hampson, 1905)
- L. rubrescens (Hampson, 1905)
- L. rubrisecta Hampson, 1905
- L. rufescenoides Poole, 1989
- L. rufidefinita (Hampson, 1918)
- L. rufistrigosa Moore, 1881
- L. rufotumata Draudt, 1950
- L. sanguinis Berio, 1962
- L. sarca Hampson, 1902
- L. sarcistis Hampson, 1905
- L. sarcophaea Hampson, 1905
- L. sarcostriga (Hampson, 1905)
- L. scirpicola Guenée, 1852
- L. scottii Butler, 1886
- L. secta Herrich-Schäffer, 1868
- L. semiusta Hampson, 1891
- L. sericea (Warren, 1915)
- L. seteci Dyar, 1914
- L. sicula Treitschke, 1835
- L. sigma Draudt, 1950
- L. simillima Walker, 1862
- L. simplaria Saalmüller, 1891
- L. simplex Beutelspacher, 1984
- L. socorrensis Dognin, 1911
- L. steniptera (Hampson, 1905)
- L. stenographa Lower, 1900
- L. stolata Smith, 1894
- L. striata Leech, 1900
- L. strigata Maassen, 1890
- L. striguscula Dyar, 1913
- L. subacrapex (Berio, 1970)
- L. subdecora (Wileman, 1912)
- L. subrubrescens (Warren, 1915)
- L. subspurcata Walker, 1866
- L. substriata Yoshimatsu, 1987
- L. sufficiens (Prout A. E., 1921)
- L. suffusoides Poole, 1989
- L. sumatrana Swinhoe, 1915
- L. tacuna Felder & Rogenhofer, 1874
- L. taiwana Wileman, 1912
- L. tangala Felder, 1874
- L. temenaula Meyrick, 1907
- L. tenebra (Hampson, 1905)
- L. tincta Walker, 1858
- L. transversata Draudt, 1950
- L. tricuspis Draudt, 1950
- L. tritonia Hampson, 1905
- L. uda Guenée, 1852
- L. umbrigera Saalmüller, 1891
- L. uncinata Gaede, 1916
- L. uniformis Moore, 1881
- L. ursula Forbes, 1936
- L. usta Hampson, 1902
- L. ustata (Hampson, 1907)
- L. vana Swinhoe, 1885
- L. velva Schaus, 1921
- L. venalba Moore, 1867
- L. vibicosa (Turner, 1920)
- L. viettei Rungs, 1955
- L. villalobosi Beutelspacher, 1984
- L. vittata Hampson, 1891
- L. vyndhiae Hreblay & Legrain, 1999
- L. xanthosticha Turner, 1911
- L. yu Guenée, 1852
- L. yunnana Chen, 1999
- L. zeae (Duponchel, 1827)

### Foto's

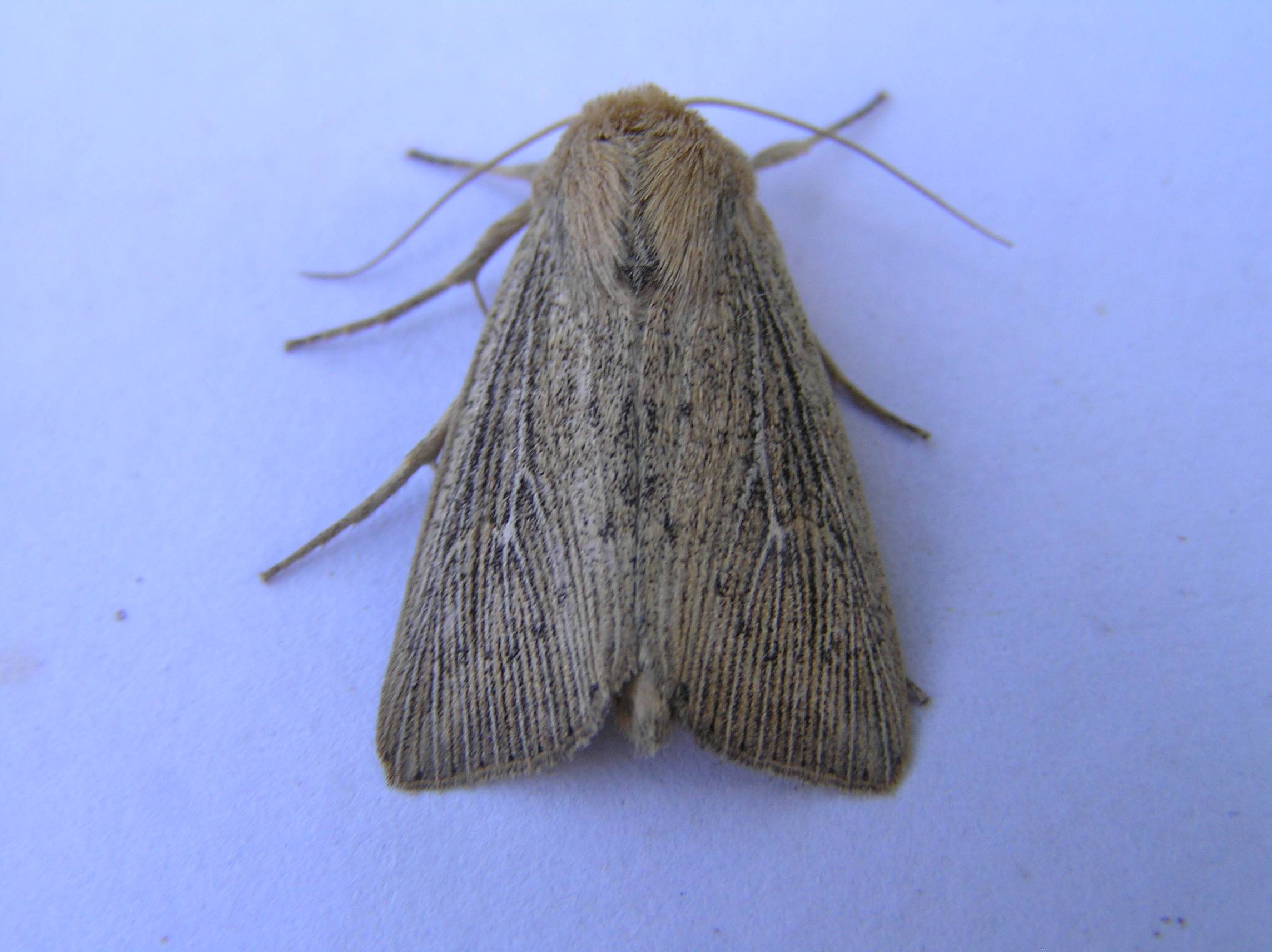
Leucania obsoleta Gestreepte rietuil